# Darlene Zschech
Darlene Joyce Zschech, née à Brisbane en Australie le 8 septembre 1965, est une pasteure pentecôtiste australienne et auteur-compositeur-interprète qui écrit principalement des chansons de louange et d'adoration. Elle est pasteure principale de Hope Unlimited Church en New South Wales.

## Biographie
Darlene Joyce Zschech naît à Brisbane en Australie le 8 septembre 1965. Elle joue à la télévision à l'âge de dix ans, dans le cadre d'une émission australienne pour enfants, Happy Go Round . Quand elle a 13 ans, ses parents divorcent. Le stress émotionnel d'être à la télévision et le divorce de ses parents entraînent une boulimie pendant environ quatre ans.
En 1980, alors que Zschech a 15 ans, son père devient chrétien et commence à l'emmener à l'église, ou elle devient également une chrétienne engagée. Elle y rencontre son futur mari, Mark Zschech, et l'épouse à 19 ans. Le couple déménage de Brisbane à Sydney. Les deux travaillent dans une entreprise de pièces détachées pour motos. Ils ont deux enfants. Zschech travaille également en chantant des jingles pour plusieurs entreprises internationales, dont McDonald's, KFC et Coca-Cola.
Darlene et son mari commencent a fréquenter le Hills Christian Life Center, future Église Hillsong. 

### Ministère
Darlene Joyce Zschech écrit les morceaux Make the Choice en 1987 et Pearls & Gold en 1993. Elle devient pasteure d'adoration  de l'église Hillsong après avoir écrit Shout to the Lord en 1993. La chanson est enregistrée pour la première fois sur People Just Like Us et devient rapidement très populaire. C'est également la chanson titre du premier album live coproduit avec Integrity Music mettant en vedette Zschech en tant que conductrice de louange. Il s'agit du premier album d'Integrity Music à présenter une femme chef de louange. L'album est nommé pour l'album Praise & Worship de l'année aux Dove Awards 1997. La chanson est nommée dans la catégorie Chanson de l'année des Dove Awards 1998. Elle a été interprétée pour le pape au Vatican et pour le président des États-Unis. La chanson est devenue l'une des chansons d'adoration modernes les plus connues, chantée par environ 25 à 30 millions de fidèles chaque dimanche depuis la sortie de la chanson. Elle est considérée comme une pionnière du mouvement d'adoration moderne.
En janvier 2011, avec son mari, elle devient pasteure principale de Hope Unlimited Church en New South Wales.